# Micrococcus
Micrococcus Cohn, 1872 è un genere di batteri appartenente alla famiglia Micrococcaceae.

## Descrizione
Sono batteri coccici, gram positivi, risultanti positivi al test della catalasi.

Rientrano nella categoria degli aerobi obbligati, quindi necessitano di ossigeno per lo svolgimento delle loro funzioni e il mantenimento in vita.

## Tassonomia
Sono riconosciute le seguenti specie:
- Micrococcus agilis Ali-Cohen, 1889
- Micrococcus antarcticus Liu et al., 2000
- Micrococcus cohnii Rieser et al., 2013
- Micrococcus endophyticus Chen et al., 2009
- Micrococcus flavus Liu et al., 2007
- Micrococcus halobius Onishi and Kamekura, 1972
- Micrococcus kristinae Kloos et al., 1974
- Micrococcus lactis Chittpurna et al., 2011
- Micrococcus luteus (Schroeter, 1872) Cohn, 1872
- Micrococcus lylae Kloos et al., 1974
- Micrococcus nishinomiyaensis Oda, 1935
- Micrococcus roseus Flügge, 1886
- Micrococcus sedentarius ZoBell and Upham, 1944
- Micrococcus terreus Zhang et al., 2010
- Micrococcus varians Migula, 1900
- Micrococcus yunnanensis Zhao et al., 2009